# Illusion de maîtrise
L’illusion de la maîtrise (angl. : illusion of control) est la tendance des individus à surestimer leur capacité à exercer une influence sur des phénomènes aléatoires ou indépendants de leur volonté. Elle survient lorsque quelqu’un a l’impression d’agir sur une situation alors qu’il n’a objectivement aucun pouvoir d’action réel sur son issue.
Ce phénomène a été décrit en 1975 par la psychologue américaine Ellen Langer, à partir d’expériences montrant que des participants agissaient comme s’ils avaient une influence sur des résultats entièrement dus au hasard. L’illusion de maîtrise a depuis été documentée dans divers contextes, notamment dans les jeux de hasard, les décisions financières, certaines pratiques sportives ou encore les croyances paranormales. Elle fait partie des illusions cognitives dites « positives », aux côtés de l’illusion de supériorité et du biais d’optimisme. Bien qu’elle repose sur une évaluation erronée de la réalité, elle peut soutenir la motivation, favoriser la persévérance ou renforcer le sentiment d’efficacité personnelle.

## Historique

### Contributions fondatrices
Les psychologues ont depuis longtemps souligné l’importance de la perception de maîtrise dans la formation du comportement humain.
Alfred Adler (1870–1937), fondateur de la psychologie individuelle, a mis en lumière la tendance fondamentale des individus à surmonter un sentiment d’infériorité en s’efforçant de devenir maîtres de leur existence. Il considérait cette dynamique comme un moteur central du développement psychique, orienté vers la compensation et la quête de supériorité.
Julian Rotter (1966), avec sa théorie du lieu de maîtrise (locus of control), a introduit une distinction entre les personnes qui attribuent ce qui leur arrive à des causes internes (« j'en suis responsable ») et celles qui les attribuent à des causes externes (« je n'y peux rien »). Albert Bandura (1977) a développé le concept d’autoefficacité, croyance en sa propre capacité à obtenir ce que l'on souhaite en agissant. Ces travaux ont montré que la perception de maîtrise — comprise comme croyance en son pouvoir d’agir — joue un rôle déterminant dans la motivation, la gestion du stress et le bien-être psychologique.
Fritz Heider, considéré comme l’un des fondateurs de la psychologie cognitive sociale, a proposé que les individus cherchent spontanément à organiser leur perception du monde selon des relations causales. Ce besoin d’explication sert à maintenir un sentiment de cohérence, de prédictibilité et de maîtrise subjective sur leur environnement. Ce principe a été confirmé expérimentalement dans une célèbre étude menée avec Marianne Simmel (1944), où des participants attribuaient des intentions à de simples figures géométriques animées. Cette tendance à inférer des causes, même en l’absence de preuves objectives, constitue un biais fondamental de la cognition sociale, à l’origine de nombreuses illusions — dont celle de la maîtrise.
Harold Kelley (1973) a, pour sa part, exploré les distorsions cognitives dans les inférences causales. Il a observé que les individus tendent à percevoir des liens de cause à effet même en l’absence de relation objective, contribuant ainsi à ce que l’on nomme aujourd’hui l’illusion de maîtrise.

### Travaux d’Ellen Langer
La formulation explicite du concept revient à Ellen Langer, professeure à l’université Harvard, dans un article fondateur publié en 1975, The Illusion of Control (« L’illusion de la maîtrise »). Elle y montre, à travers une série d’expériences, que des individus se comportent comme s’ils disposaient d’un pouvoir d’action dans des situations pourtant régies par le hasard, notamment dans le contexte des jeux d’argent. Elle observe que certains paramètres situationnels — familiarité, personnalisation du choix, engagement personnel — peuvent induire une sensation de maîtrise subjective, bien que dénuée de fondement objectif.
Ces travaux ont constitué un tournant dans l’analyse cognitive des liens entre agentivité perçue et réalités objectives. Ils ont ouvert la voie à de nombreuses recherches sur les illusions cognitives, la motivation et la prise de décision.

### Développements contemporains
La théorie de l’attribution de Bernard Weiner (1986) éclaire certains mécanismes de l’illusion de maîtrise sous un angle motivationnel. En introduisant la dimension de maîtrisabilité (controllability), Weiner a montré que la manière dont un individu interprète la cause de ses réussites ou de ses échecs — en particulier lorsqu’il se croit à tort responsable d’un événement aléatoire — peut renforcer ou affaiblir son engagement, ses émotions et sa persévérance.
Dans les années 1990 et 2000, plusieurs chercheurs ont approfondi l’étude de l’illusion de maîtrise dans une perspective expérimentale :
- Paul Presson et Victor Benassi ont publié en 1996 une méta-analyse dans le Journal of Social Behavior and Personality, rassemblant 53 expériences issues de 29 études. Ils confirment la robustesse de ce biais dans une grande variété de contextes, même lorsque les participants reconnaissent que les résultats sont dus au hasard[8].
- Helena Matute (université de Deusto) a démontré que les individus peuvent développer une illusion de maîtrise même en l’absence de contingence réelle entre leur comportement et un résultat extérieur. Elle montre que la fréquence des actions et la densité de renforcement positif accroissent cette illusion[9].
- Entre 2009 et 2011, Matute et ses collaborateurs, notamment F. Blanco, M. Yarritu et I. Vadillo, ont publié une série d'études confirmant que l’illusion de maîtrise peut persister même chez des individus instruits et rationnels, et qu’elle est modulée par des facteurs contextuels comme la charge cognitive, l’incertitude ou le besoin de maîtrise subjective[2].

Ces recherches contemporaines ont permis de consolider l’idée que l’illusion de maîtrise ne relève pas d’un simple défaut de raisonnement, mais d’une fonction adaptative qui favorise l’agentivité et la motivation, au prix parfois d’un écart avec la réalité.

## Manifestations de l’illusion de maîtrise

### Difficulté d’introspection
L’illusion de la maîtrise naît souvent de notre difficulté à accéder directement à notre propre processus décisionnel. Il est rare que l’on puisse introspectivement déterminer si l’on est véritablement à l’origine d’un résultat ou si celui-ci dépend d’autres facteurs. Ce phénomène, qualifié d’illusion d’introspection, pousse les individus à évaluer leur degré de maîtrise au moyen de signaux indirects et souvent peu fiables.
Ainsi, on peut se croire responsable d’un événement même lorsque le lien de causalité est faible ou inexistant. Dans une étude, des participants souffrant d’acrophobie ont été placés dans un environnement de réalité virtuelle qui simulait un ascenseur. Certains pensaient en diriger le déplacement, alors que ce n’était pas le cas. Ces derniers ont néanmoins ressenti le même sentiment de maîtrise que ceux qui avaient effectivement la main sur le dispositif. À l’inverse, ceux à qui l’on avait dit qu’ils n’avaient aucune prise ont eu l’impression de ne pas avoir agi, même lorsqu’ils étaient aux commandes.
Ce type de distorsion reflète une évaluation subjective de la maîtrise, façonnée par les attentes, le contexte et l’interprétation personnelle des résultats.

### Contextes favorables
L’illusion de maîtrise est plus fréquente dans des situations familières, lorsque l’on connaît le résultat souhaité et que l’on dispose de repères ou d’expériences antérieures. Elle s’intensifie lorsque les rétroactions mettent l’accent sur les réussites plutôt que sur les échecs, et diminue dans les situations de rétroaction négative. Elle tend également à se renforcer en cas de besoin émotionnel de maîtriser un événement incertain ou menaçant.
Paradoxalement, des études montrent que l’illusion de maîtrise est moins marquée chez les personnes souffrant de dépression, qui perçoivent souvent la réalité de manière plus exacte. Cela semble confirmer l’idée que ce biais cognitif agit comme un mécanisme d’adaptation, en conférant une impression de pouvoir d’agir, même illusoire.
On observe par ailleurs que certaines situations amplifient ce phénomène : stress, compétition, enjeux financiers, pression temporelle ou exposition à des incertitudes importantes. On surestime alors volontiers son influence sur des résultats majoritairement déterminés par le hasard, et l’on sous-estime inversement sa maîtrise effective lorsque les actions exercées sont réellement déterminantes. Ce dernier cas remet en question l’idée que l’illusion de maîtrise serait toujours positive et adaptative.

### Facteurs renforçants
L’illusion de la maîtrise est accentuée lorsque l’on peut se familiariser avec une tâche à l’aide d’essais pratiques, lorsqu’on prend une décision avant que l’événement ne se produise (comme lancer des dés) ou lorsqu’on a le choix entre plusieurs options, même si toutes offrent des probabilités identiques.
De plus, l’ordre dans lequel se produisent les résultats joue un rôle : un taux de succès élevé au début d’une série augmente le sentiment de maîtrise, même si le nombre total de réussites reste le même qu’avec un taux de succès concentré à la fin. L’esprit humain accorde une valeur particulière à l’amorce positive d’un enchaînement, en y voyant la confirmation d’une capacité à produire l’effet recherché.

### Illusion de maîtrise par procuration
L’illusion de maîtrise ne se limite pas aux actions personnelles. Elle peut aussi se manifester par procuration, lorsque l’on transfère sa responsabilité à une autre personne perçue comme plus compétente ou plus « chanceuse ». Ce renoncement partiel ou total à sa propre maîtrise est parfois interprété comme une stratégie rationnelle d’optimisation des résultats — à tort, lorsque l’événement repose sur le hasard.
Déléguer à un médecin ou à un expert dans un domaine technique est parfaitement sensé, car ces professions reposent sur des compétences réelles. Mais lorsqu’il s’agit de jeux de hasard ou d’événements aléatoires, attribuer sa décision à une personne jugée chanceuse devient irrationnel. Pourtant, cette délégation illusoire peut répondre à un besoin psychologique : croire que quelqu’un détient une forme de pouvoir sur l’aléatoire permet de conserver une impression indirecte de maîtrise.
Une étude a observé ce phénomène dans une entreprise où les membres d’un groupe de loterie choisissaient leur représentant selon ses gains antérieurs. Le joueur ayant obtenu les meilleurs résultats devenait responsable de l’achat des billets, jusqu’à ce qu’il enregistre une série de pertes, moment où un autre joueur prenait sa place. Bien que les résultats reposent entièrement sur le hasard, les membres du groupe continuaient à croire que certains étaient plus aptes à représenter leur chance collective.
Le même type de raisonnement s’est manifesté lors des Jeux olympiques d’hiver de 2002. Avant la finale de hockey, une pièce de monnaie canadienne avait été discrètement placée sous la glace par un responsable de l’équipe du Canada, convaincu que ce geste porterait chance. L’équipe canadienne a remporté le match, et la pièce a été ultérieurement exposée au Temple de la renommée du hockey, où des visiteurs venaient la toucher dans l’espoir d’en capter la chance supposée. Ce comportement illustre le transfert symbolique de la maîtrise à un objet ou à une personne investis d’un pouvoir surnaturel.

## Démonstration
L’illusion de la maîtrise se révèle à travers trois types de preuves : les expériences en laboratoire, les comportements observés dans les jeux de hasard et les jugements portés sur ses propres actions.

### Expériences en laboratoire
Certaines expériences mettent en lumière cette illusion à travers des dispositifs simples. Dans l’une d’elles, deux lumignons électriques, l’un marqué « Succès », l’autre « Échec », s’allument de manière aléatoire. Les participants tentent de déterminer quelle lumignon s’illuminera en appuyant sur l’un de deux boutons ou, dans une variante, en choisissant d’appuyer ou non sur un seul bouton. En réalité, leurs actions exercent peu ou pas d’emprise sur le résultat, un fait que les expérimentateurs précisent parfois. Pourtant, les participants estiment souvent leur degré de maîtrise en fonction de la fréquence d’allumage du lumignon « Succès ». Même lorsque leurs choix n’ont aucun effet, ils affirment avec assurance influencer les événements. Il révèlent ainsi une perception erronée de leur pouvoir d’action.

### Comportements dans des jeux de hasard
Les travaux d’Ellen Langer montrent que les individus se comportent comme s’ils pouvaient dominer des situations aléatoires dès lors que des repères liés à l’habileté sont présents, . Ces repères incluent le choix, la compétition, la familiarité avec les éléments en jeu ou la participation active aux décisions. Par exemple, dans un jeu de dés au casino, les joueurs lancent plus fort pour obtenir des chiffres élevés et plus doucement pour des chiffres faibles, comme si leur geste pouvait orienter le résultat.
Dans une autre expérience, des participants devaient prédire l’issue de trente lancers de pièces. Les résultats étaient truqués pour que chacun réussisse exactement la moitié du temps, mais certains apprenaient que leurs succès se concentraient en début de série, tandis que d’autres voyaient leurs réussites réparties uniformément. Interrogés sur leurs performances, ceux ayant des succès précoces surestimaient leurs résultats totaux et se montraient confiants pour de futurs jeux. Cette tendance, où les premières impressions pèsent plus lourd, touche quatre participants sur dix, qui croyaient que leur habileté dans cette tâche aléatoire s’améliorerait avec la pratique. Un quart d’entre eux estimaient qu’une distraction nuirait à leurs performances, comme si la chance dépendait de leur concentration.
Une expérience sur les loteries illustre également ce phénomène. Certains participants recevaient un billet au hasard, tandis que d’autres choisissaient le leur. Lorsqu’on leur proposait d’échanger leur billet contre un autre offrant de meilleures chances de gain, ceux qui avaient choisi leur billet s’y attachaient davantage, surtout si ce dernier portait des symboles familiers. Bien que le tirage soit purement aléatoire, ils agissaient comme si leur choix influençait le résultat.

### Jugements sur ses propres actions
Une autre façon d’explorer l’illusion de la maîtrise consiste à interroger les individus sur des situations hypothétiques, comme leur risque d’être impliqués dans un accident de voiture. Les conducteurs estiment ce risque bien plus faible lorsqu’ils tiennent le volant, situation où ils perçoivent une forte emprise, comparée à celle de passager, où leur influence est limitée. De même, ils jugent un accident moins probable lorsqu’ils conduisent la voiture de devant, où ils se sentent maîtres de la situation, que lorsqu’ils sont heurtés par derrière par un autre conducteur, cas où leur emprise est quasi nulle.

## Explications
Ellen Langer, pionnière dans l’étude de cette illusion, l’explique par une confusion entre les mécanismes de l’habileté et ceux du hasard. Selon elle, les individus s’appuient sur des repères typiquement associés à la compétence — comme la compétition, la familiarité avec la situation ou la possibilité de choisir — pour évaluer leur pouvoir d’agir. Plus ces repères sont présents, plus ils ont tendance à croire qu’ils dominent les événements, même lorsque ceux-ci relèvent exclusivement du hasard,.
Suzanne Thompson et ses collaborateurs estiment cependant que cette explication ne suffit pas à rendre compte de toutes les nuances du phénomène. Ils proposent une approche complémentaire, fondée sur ce qu’ils appellent le « raisonnement de la maîtrise » ou « heuristique de la maîtrise ». Celui-ci repose sur deux conditions : d’une part, l’intention d’agir sur le résultat ; d’autre part, la perception d’un lien entre l’action accomplie et le résultat obtenu. Or, ces deux éléments coexistent souvent dans les jeux de hasard. Ainsi, lorsqu’un joueur de machine à sous, mû par l’intention de gagner, actionne le levier et voit immédiatement s’afficher un résultat, il perçoit — à tort — une relation causale entre son geste et l’issue, ce qui renforce l’illusion d’un pouvoir sur le processus.
Une autre perspective, issue de la théorie de l’autorégulation, souligne le rôle des motivations profondes. Face à l’instabilité, à l’incertitude ou à la tension, les individus cherchent spontanément à affirmer leur emprise sur leur environnement. Lorsque cette maîtrise réelle leur échappe, ils s’attribuent à tort un pouvoir imaginaire sur la situation, comme moyen de compenser leur sentiment d’impuissance.
Enfin, les jugements fondamentaux sur soi — dispositions relativement stables de la personnalité — jouent également un rôle déterminant. Ces jugements incluent des dimensions telles que l’internalité, la neuroticisme, la confiance en son pouvoir d’action et l’estime de soi. Les personnes dotées de jugements positifs sur elles-mêmes ont tendance à croire qu’elles dominent leur environnement, ce qui reflète un lieu de maîtrise interne. Toutefois, poussée à l’excès, cette conviction peut renforcer l’illusion de maîtrise, jusqu’à nourrir une confiance disproportionnée dans sa capacité à influencer les événements.

## Avantages et inconvénients d’une l’illusion de maîtrise
Les croyances optimistes — ou illusions positives — telles que l’illusion de la maîtrise favorisent-elles toujours l’individu ? Diverses recherches explorent cette question. Elles révélent à la fois leurs bienfaits et leurs limites.

### Bienfaits
On attribue à Mark Twain cette citation apocryphe : « Ils ne savaient pas que c’était impossible, alors ils l’ont fait. » Cette formule, bien qu’anecdotique, illustre une idée centrale dans la psychologie de la motivation : croire en sa capacité d’agir peut conduire à dépasser des obstacles que l’on croyait infranchissables. Shelley Taylor et Jonathon Brown affirment que l’illusion de la maîtrise encourage les individus à persévérer là où ils pourraient autrement renoncer. Albert Bandura soutient cette idée. Il note que la confiance en son pouvoir d’action, lorsqu’elle reste proche de ce qui est réalisable, stimule l’effort, alors que des jugements plus réalistes risquent de freiner l’élan. Cette perspective s’applique surtout aux situations où une maîtrise réelle est possible, et non aux cas où l’issue échappe aux actions de l’individu. Bandura ajoute que, dans des contextes où les erreurs entraînent des conséquences graves, comme un accident aux lourdes répercussions, une évaluation précise de ses capacités s’avère préférable pour préserver son bien-être.
Taylor et Brown soutiennent que les croyances optimistes telles que l’illusion de maîtrise jouent un rôle adaptatif. Elles sont fréquentes chez les personnes en bonne santé mentale, et plus rares chez celles souffrant de dépression. Cette observation semble indiquer que ces croyances contribuent à l’équilibre psychologique. Toutefois, Rosanna Pacini, Fiona Muir et Seymour Epstein apportent une nuance importante. Selon eux, les personnes dépressives, confrontées à un raisonnement spontané déficient, tendent à compenser en recourant à une maîtrise rationnelle excessive, même dans des situations anodines. Cette stratégie d’hypervigilance mentale les distingue des personnes non dépressives. Néanmoins, lorsque l’enjeu émotionnel ou personnel devient plus fort, cette différence tend à s’estomper : leur perception se rapproche alors de celle des individus non dépressifs, ce qui suggère une convergence temporaire des mécanismes interprétatifs.

### Inconvénients
D’autres études mettent en lumière les limites de ces croyances. Une expérience menée par Glen Whyte et ses collègues montre que des participants, lorsqu’on suscite en eux une forte confiance en leur pouvoir d’agir, s’engagent parfois de manière excessive dans des projets voués à l’échec. C. Raymond Knee et Miron Zuckerman contestent l’idée selon laquelle l’absence d’illusions traduirait une moindre santé mentale. Ils soutiennent qu’une personnalité ouverte à l’apprentissage et peu attachée aux résultats personnels résiste mieux à l’illusion de la maîtrise.
À la fin des années 1970, Lyn Abramson et Lauren Alloy ont démontré, au moyen d'épreuves mesurant l'illusion de la maîtrise, que les personnes déprimées évaluent plus justement leur emprise. Cette observation se vérifie même lorsque la dépression est induite de manière expérimentale. Toutefois, Ruth Msetfi et ses collègues (2005, 2007) précisent que les personnes non déprimées surestiment leur maîtrise uniquement lorsque le temps de réflexion est suffisant, car elles tiennent compte d’un plus grand nombre d’éléments que leurs homologues déprimés,.
Par ailleurs, Barbara Dykman et ses collaborateurs (1989) montrent que les personnes déprimées sous-estiment souvent leur maîtrise dans des situations où elles pourraient l’exercer, ce qui relativise leur prétendue précision. De même, Laurie Allan et ses collègues (2007) suggèrent que les personnes déprimées, marquées par un pessimisme prononcé, adoptent une perception pessimiste : elles répondent souvent par la négative, même lorsqu’elles disposent d’une réelle marge d’action.
Certaines recherches mettent en évidence un lien entre le sentiment de maîtrise et la santé, en particulier chez les personnes âgées, pour qui une perception de maîtrise favorise le bien-être. Toutefois, Michael Fenton-O’Creevy, Peter Gollwitzer et Robert Kinney rappellent que les croyances illusoires, si elles peuvent encourager la poursuite d’objectifs, nuisent à une prise de décision éclairée. L’illusion de la maîtrise tend à rendre les individus moins réceptifs aux retours d’expérience, freine l’apprentissage, accroît la prise de risques et installe une fausse impression de sécurité.

## Applications
L’illusion de la maîtrise joue un rôle dans certaines croyances, comme celle en la psychokinésie, une prétendue aptitude surnaturelle à déplacer des objets par la seule force de l’esprit. Le psychologue Daniel Wegner attribue cette croyance à une illusion de maîtrise sur les événements extérieurs. Pour illustrer ce point, il s’appuie sur des expériences de pensée magique. Dans l’une d’elles, des participants observaient un basketteur effectuer une série de lancers francs. Lorsqu’on leur demandait de visualiser ses tirs réussis, ils s’attribuaient en partie son succès, convaincus d’avoir influencé l’issue par leur pensée.
Une étude menée auprès d'opérateurs de banques d’investissement à Londres illustre les effets de l’illusion de la maîtrise dans un contexte professionnel. Les participants devaient observer un graphique simulant un cours boursier en temps réel et tenter d’en accroître la valeur au moyen de trois touches. Bien qu’on les ait informés que les fluctuations étaient aléatoires, nombre d’entre eux croyaient que leurs actions influençaient le graphique — alors qu’en réalité, leurs pressions sur les touches n’avaient aucun effet. Leurs estimations de performance révélaient leur degré d’illusion de maîtrise. En comparant cette illusion à leurs résultats réels, les chercheurs ont constaté un écart significatif : plus les opérateurs de marché surestimaient leur emprise, moins ils se distinguaient en analyse, en gestion des risques et en contribution aux bénéfices. Leurs gains s’en trouvaient nettement réduits,,.